# Lodning

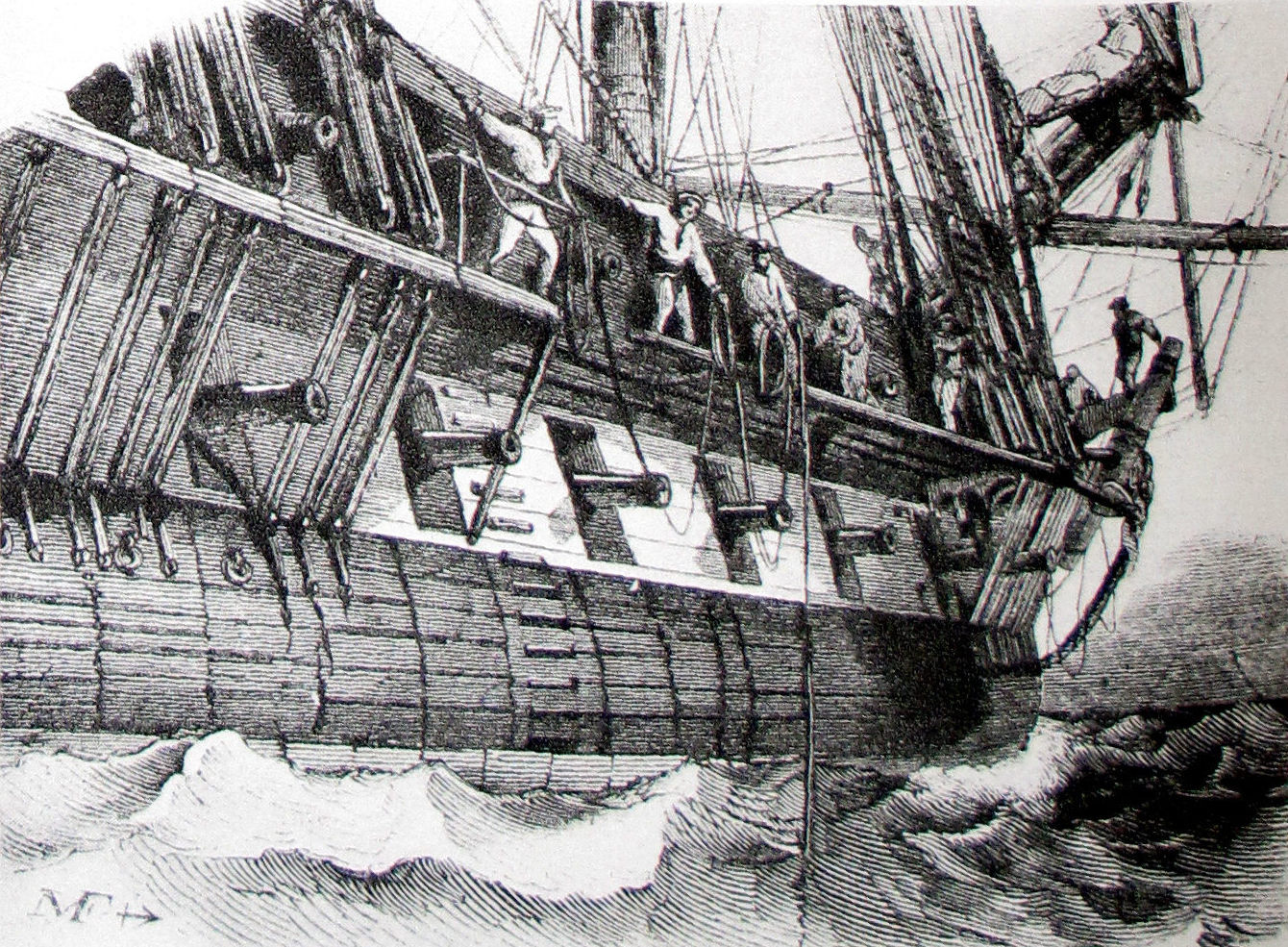
Lodning med ett lod, teckning från 1844

Lodning kallas de processer med vilka man mäter djupet i hav, sjöar och liknande. 
Den vanligaste metoden utnyttjar ett ekolod, en anordning som sänder ut ljudpulser (ultraljud, oftast ca 200 kHz) som färdas genom vattnet ned till bottnen och där ger upphov till ett eko som studsar tillbaka till mottagaren och där registreras. Genom att ekolodet mäter tiden mellan att en puls utsänds och motsvarande eko uppfångas kan det beräkna avståndet till punkten där ekot bildades. Djupet kan skivas med en grafisk skrivare som är vanlig på äldre utrustning, eller numera vanligen på en digital skärm.
Tidigare sänkte man ett lod, en tyngd som hänger i en lina. Det klassiska lodet hade en liten urgröpning i bottnen, som fylldes med vax. Samtidigt med djupet fick man ett bottenprov, vilket även det hjälpte till vid bestämmande av position och navigering. Bottnens beskaffenhet kunde föras in i sjökort ifall den inte var känd. I dag är djupet utsatt i sjökorten, men genomgår en ständig uppdatering av djup och bottenbeskaffenhet. Djupet angavs i famnar i äldre svenska sjökort, i dag enligt metersystemet.